# Diseases Database
La Base de datos de Enfermedades (Diseases Database) es una página web de contenido libre que proporciona información sobre la relación entre enfermedades (síntomas) y la medicación.
Está directamente integrada en el Sistema Unificado de Lenguaje Médico. 